# Ulrik Wivel
Ulrik Wivel (Født 18. oktober 1967) er en dansk filminstruktør. .
Wivel er uddannet balletdanser på Det Kongelige Teater og har bl.a. danset i Den Kongelige Ballet, The National Ballet of Canada, Pacific North West Ballet og New York City Ballet. Blev solodanser i 1993 og stoppede sin dansekarriere i 1998 og har siden beskæftiget sig med film.
I 1998 fungerede han som assistent på forfatteren Paul Austers debutfilm "Lulu on the Bridge (en)". Ulrik Wivel debuterede i 2000 som instruktør med dokumentarfilmen "Danser", som bl.a. modtog special mention ved Dance on Camera, New York 2000. I Super 16-gruppen instruerede han kortfilm og sideløbende havde "Staceyann Chin" premiere i 2001 og i 2003 "Urge", der var nomineret til bedste kortfilm på New York Film Festival.
I 2004 kom "This is Me Walking", der blev belønnet med Det Danske Filmakademis Robertpris for bedste korte fiktion. I 2005 havde "The Bournonville School" og "Jeg dig elsker" premiere, sidstnævnte kåret til bedste kortfilm på Odense Filmfestival. I 2008 instruerede Ulrik Wivel spillefilmen ”Comeback” og dokumentarfilmen ”Roskilde” og i 2013 havde dokumentarfilmen ”En anderledes dreng” premiere. På Golden Prague-festivalen 2014 vandt "Disportrait" Grand Prix og Czech Television Prize.
Ulrik Wivel laver sideløbende med egne filmproduktioner reklamefilm i ind og udland.